# Gaetano Donini
Gaetano Donini (* 1. August 1874 in Gentilino; † 27. April 1926 ebenda; heimatberechtigt in Gentilino) war ein Schweizer Agronom, Publizist, Politiker und Tessiner Grossrat und Staatsrat.

## Leben
Gaetano Donini wurde als Sohn seines gleichnamigen Vaters geboren. Er heiratete Matilde Motta und absolvierte eine Ausbildung zum Agraringenieur an der Eidgenössischen Technischen Hochschule in Zürich von 1896 bis 1899. Von 1905 bis 1915 war er Vertreter der Schweiz am Internationalen Landwirtschaftlichen Institut in Rom, später war er Landwirtschaftssekretär des Kantons Tessin. Als Politiker der Radikalliberalen war er Mitglied des Tessiner Grossrats von 1901 bis 1905, von 1921 bis 1926, Staatsrat von 1905 bis 1913 und Nationalrat von 1920 bis 1922. Im Jahr 1920 brach er mit der Radikal-liberalen Partei und gründete die Bauernpartei (Partito agrario ticinese), deren Zeitung Il Paese er bis zu seinem Tode leitete.
Er war Autor zahlreicher Artikel und Publikationen für den landwirtschaftlichen Fortschritt. Zudem war er Gründer und Präsident der Cooperativa agricola ticinese, die auf seine Initiative zurückging; er war auch massgeblich an der Gründung der Associazione cantonale dei produttori di latte (Tessiner Kantonalverband der Milchproduzenten) beteiligt. Er war ein unermüdlicher Verfechter der kantonalen Landwirtschaftsschule, Mitglied des Vorstandes des Schweizerischen Bauernverbands von 1905 bis 1909 und von 1921 bis 1926 sowie Präsident der Latteria Luganese von 1920 bis 1922. Er war Mitglied des Vorstandes und Ehrenmitglied des Schweizerischen Geflügelzuchtverbands.

## Schriften
- La protezione degli uccelli. 1897.
- Die rationelle Geflügelzucht mit besonderer Berücksichtigung der landwirtschaftlichen Nutzgeflügelzucht. 1901.
- Per una scuola agricola nel Canton Ticino. 1910.